# Калуш (баскетбольний клуб)
БК «Калуш» — український баскетбольний клуб з Калуша, заснований 2000 року. 
Директор — Тарас Нижник.

## Історія
ГО БК "Калуш", ,  - офіційно зареєстрований та набув статусу юридичної особи 21 березня 2000 року.
Історія створення: Громадська організація "Баскетбольний клуб "Калуш", при якому організовано команду БК "Калуш-Вінісін".
У першому ж баскетбольному сезоні 2000/2001 р.р. команда клубу стала переможцем Чемпіонату Західно-української баскетбольної ліги та у тому ж сезоні стала переможцем у турнірі за кубок ім. Р. Шухевича, який проводився у м.Львові.
У стартовому сезоні 2001/2002 рр у першій лізі Чемпіонату України команда клубу під назвою "Калуш-Вінісін" (ТОВ "Вінісін" стало тоді основним спонсором команди) виборола бронзові медалі, а її учасники заслужили звання кандидатів у майстри спорту України.
Чемпіон Івано-Франківська 2018 серед аматорів - "Калуш-ПНУ": Мацьків, Іванишин, Красільніков, Педенко, Сокіл, Чвак, Пелех, Сажієнко, Лагойда, Качур.
Склад БК "Калуш-ПНУ" 2020: Віталій Рудинський, Олександр Бартоломеєв, Артем Следюк, Андрій Наявко, Роман Сокіл, Костянтин Філімонов, Владислав Лагойда, Святослав Янкевич, Володимир Педенко, Іван Янкевич, Віталій Рудинський.

## БК "Калуш" Junior
Директор БК "Калуш" Тарас Нижник: Бажаю юним спортсменам рівнятися на зірок калуського баскетболу – Володимира Педенка, Андрія Наяявка, Андрія Мацьківа, Романа Сокола, братів Янкевичів, Віталія Рудинського, Владислава Лагойду. Промине трохи часу впертих тренувань і ви також станете зірками нашого клубу і примножуватимете спортивну славу нашого міста на рівні держави.

## Турнір "Баскетбольний Миколай"
Баскетбольний Миколай 10+, 20+, 50+
Склад команди ветеранів калуського баскетболу - суперників команди 12-річних хлопців: майстер спорту, помічник тренера БК Калуш Сергій Костюк; старший тренер з баскетболу, викладач фізкультури ЗОШ №5 Вячеслав Михайловський; голова профкому, начальник технічного відділу ТОВ "Таркет-Вінісін" Борис Пришляк; підприємець, бронзовий призер з баскетболу 3х3 чемпіонату Європи серед ветеранів спорту Володимир Юрків; керівник гумористичного театру "КУМ", бронзовий призер з баскетболу 3х3 чемпіонату Європи серед ветеранів спорту Олександр Новосад; перекладач ТзОВ "3 Бетони" Іштван Лойош; боєць громадського формування "Міська варта" Любомир Пащетник; ветеран калуського спорту Роман Лужний; тренер збірної України з баскетболу 3х3, срібний призер Європейських ігор Ростислав Микитюк; директор ТОВ "Калуський трубний завод", депутат міської ради Андрій Найда та директор БК "Калуш", депутат Калуська міська рада Тарас Нижник.

## На чемпіонаті Європи-2017 серед ветеранів, м.Сантандер, Іспанія
Склад команд.
БК "Калуш-1":Олег Пелех, Володимир Чорноус, Володимир Копчак, В'ячеслав Бартош (золото).
БК "Калуш -2": Олег Мушкевич, Олександр Новосад та Володимир Юрків (бронза).

## На чемпіонаті Європи-2018 серед ветеранів у категорії 50+ у місті Пула, Хорватія
Олег Пелех, Освальд Корнер, Олександр Закревський, Ян Троліга, Павло Вакулов, Олександр Кочергін, В'ячеслав Бартош, калушани Володимир Копчак, Сергій Костюк, Володимир Юрків, В'ячеслав Бартош

## БК "Калуш-ПНУ"-2019
Склад БК "Калуш-ПНУ"-2019: Іван Рожак, Олександр Бартоломєєв, Андрій Наявко.

## «Баскетбольний Миколай» - 2020
Ветеранський склад: майстер спорту, помічник тренера БК «Калуш» Сергій Костюк, старший тренер з баскетболу, викладач фізкультури ЗОШ №5 Вячеслав Михайловський, голова профкому, начальник технічного відділу ТОВ «Таркет-Вінісін» Борис Пришляк, підприємець, бронзовий призер зі стрітболу 3х3 чемпіонату Європи серед ветеранів спорту Володимир Юрків, керівник гумористичного театру «КУМ», бронзовий призер зі стрітболу 3х3 чемпіонату Європи серед ветеранів спорту Олександр Новосад,  боєць громадського формування «Міська варта» Любомир Пащетник, директор БК «Калуш» Тарас Нижник та головний тренер БК «Калуш-ПНУ», майстер спорту Олег Пелех. А судили зустріч гравці основного складу БК «Калуш» Андрій Наявко та Андрій Мацьків.